# Mambéré-Kadéï
Mambéré-Kadéï, connue avant 1992 comme Haute-Sangha, est l’une des vingt préfectures de République centrafricaine. Elle est située dans l'ouest du pays.
Sa superficie est de 30 203 km² pour une population de 364 795 habitants en 2003. Son chef-lieu est Berbérati.

## Situation
|                 | Mambéré       | Ombella-M'Poko |
| Kadey           | Mambéré-Kadéï | Lobaye         |
| Boumba-et-Ngoko | Sangha-Mbaéré |                |

## Administration
La Mambéré-Kadéï  constitue avec la Nana-Mambéré et la Sangha-Mbaéré, la région de l’Équateur, numéro 2 de la République centrafricaine.

### Sous-préfectures et communes
La Mambéré-Kadéï est divisée en 4 sous-préfectures et 7 communes :
- Sous-préfecture de Berbérati : Haute-Batouri, Ouakanga, Basse-Mambéré, Basse-Batouri
- Sous-préfecture de Gamboula : Basse-Boumbé
- Sous-préfecture de Sosso-Nakombo : Basse-Kadéï
- Sous-préfecture de Dédé-Makouba : Haute-Kadéï

| Sous-préfectures | communes      | superficie (km²) | population (hab. 2015) | villages (nbre 2003) | quartiers (nbre 2003) |
| Berbérati        | Basse-Batouri | 1 836,22         | 13 613                 | 36                   | 0                     |
| Berbérati        | Basse-Mambéré | 2 618,37         | 24 989                 | 43                   | 0                     |
| Berbérati        | Berbérati     |                  | 95 840                 | 0                    | 61                    |
| Berbérati        | Haute-Batouri | 2 305,94         | 24 402                 | 32                   | 0                     |
| Berbérati        | Ouakanga      | 2 346,34         | 15 170                 | 39                   | 0                     |
| Dédé-Makouba     | Haute-Kadéï   | 1 073,25         | 24 926                 | 49                   | 0                     |
| Gamboula         | Basse-Boumbé  | 2 805,04         | 37 291                 | 59                   | 9                     |
| Sosso-Nakombo    | Basse-Kadéï   | 861,13           | 16 506                 | 37                   | 0                     |

## Histoire
- Depuis 1973, la préfecture de Haute-Sangha est divisée en deux préfectures : Mambéré-Kadéï (chef-lieu : Berbérati) et Sangha-Économique (chef-lieu : Nola)
- Depuis 2002, la préfecture compte quatre nouvelles sous-préfectures : Amada-Gaza, Dédé-Makouba, Gadzi, Sosso-Nakombo.

## Économie

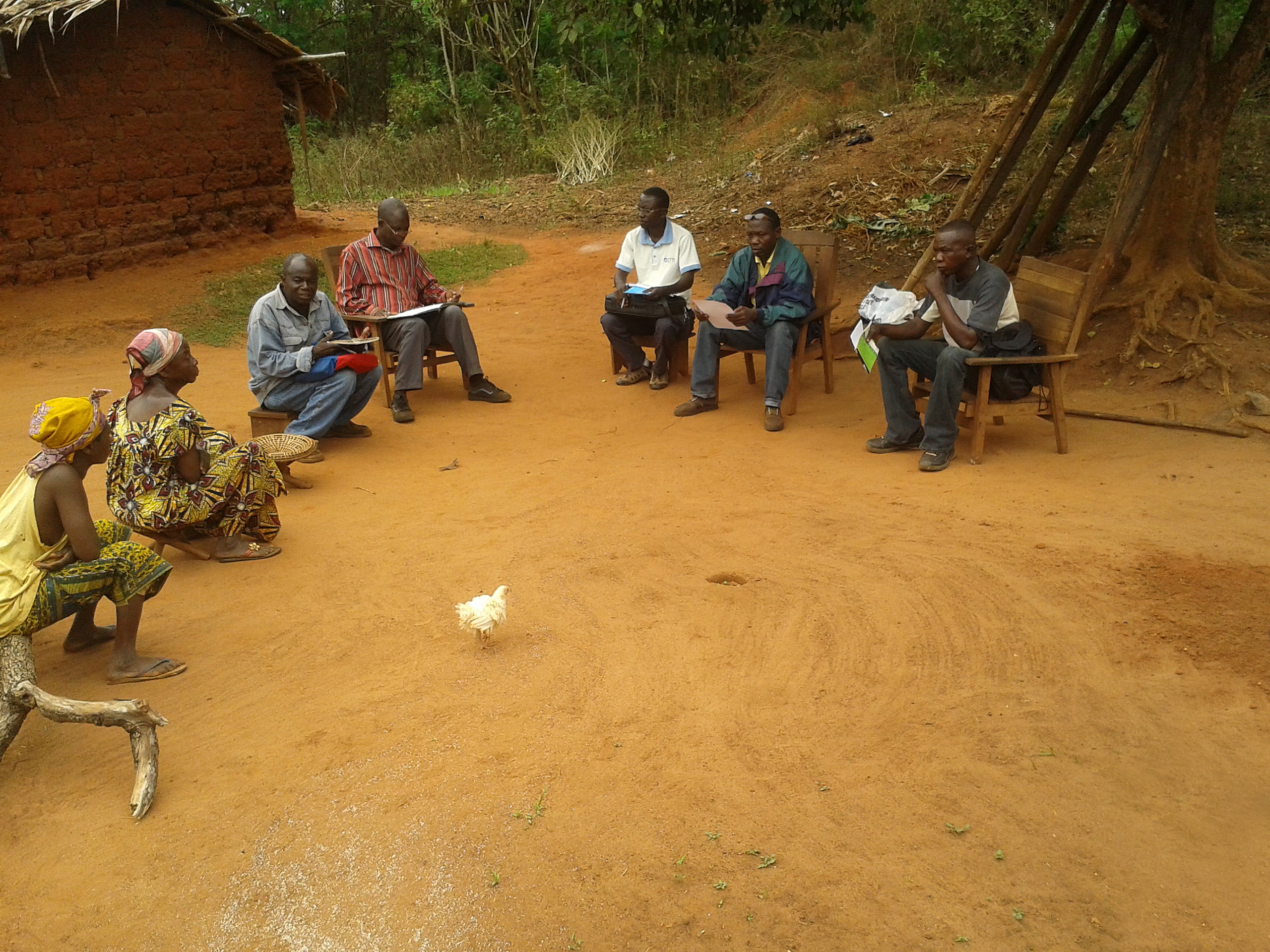
Réunion de concertation dans un village près de Berbérati

La préfecture se situe dans la zone de cultures vivrières à manioc et bananes plantains dominants, maïs, arachide, sésame, macabo et courges. Les cultures commerciales sont constituées des plantations de tabac. Les ressources minières sont les gisements de diamants alluvionnaires exploités artisanalement. Le secteur industriel est représenté par l'exploitation forestière et l'industrie du bois.